# Heinz Angelmaier
Heinz Angelmaier (22 de julho de 1918 - ) foi um oficial alemão que serviu na  durante a Segunda Guerra Mundial. Foi condecorado com a Cruz de Cavaleiro da Cruz de Ferro.